# クレオパトラ3世
クレオパトラ3世（希：Κλεοπάτρα Γ'、ラテン文字表記：Cleopatra III Philometor Soteira Dikaiosyne Nikephoros (Kokke)、紀元前161年 - 紀元前101年）は、古代エジプト、プトレマイオス朝のファラオ・女王（在位：紀元前142年 - 紀元前131年、紀元前127年 - 紀元前101年）。父はプトレマイオス6世、母はクレオパトラ2世。プトレマイオス8世フュスコンの姪・妻。プトレマイオス9世ラテュロス、プトレマイオス10世アレクサンドロス、クレオパトラ4世、クレオパトラ5世セレネの母。

## 生涯
紀元前142年、プトレマイオス8世フュスコンはクレオパトラ2世を捨て、クレオパトラ3世と結婚した。フュスコンは圧政を敷いたため不人気で、紀元前131年にはクレオパトラ2世との内戦が勃発した。紀元前124年、クレオパトラ2世とフュスコン・クレオパトラ3世の間で和解が成立し、三頭体制に戻った。
紀元前116年、フュスコンは遺言にて、クレオパトラ3世の指名する者を後継者とするとしたため、彼女はお気に入りの息子アレクサンドロスの擁立を図った。しかし、アレクサンドリア市民は年長のラテュロスを望んだため、仕方なくラテュロスを共同統治者に任命した。摂政として実権を掌握した彼女は、ラテュロスの妻クレオパトラ4世を追放するなど独裁的に振る舞い、紀元前110年にはアレクサンドロスを擁立、翌年にはラテュロスを復帰させるなど混乱を招いた。
紀元前107年、再びアレクサンドロスを擁立したものの、アレクサンドロスは母の介入を嫌い、紀元前101年に彼女を暗殺した。